# Comté de Muscatine
Le comté de Muscatine est un comté de l'État de l'Iowa, aux États-Unis.